# 吴廷栋
吴廷栋（1793年—1873年），字彦甫，号竹如，安徽霍山人。
少好宋儒之学，“生平笃信朱子，不敢师心自用，妄发一语”，道光六年（1826年）拔贡生，次年授刑部七品京官。歷任直隶河间知府、直隶按察使、山东布政使。同治初年任刑部右侍郎。與倭仁、曾国藩有交往。曾国藩在家書中常提到苦於耳鸣。吴廷栋告诉他，治耳鸣的办法只能靠静养。有《拙修集》十卷。

## 延伸阅读
[在维基数据编辑]
 《清史稿·卷391》，出自趙爾巽《清史稿》
 《清史稿·卷391》